# Collix mesopoia
Collix mesopoia là một loài bướm đêm trong họ Geometridae.